# Cầu tự nhiên Hazarchishma
Cầu tự nhiên Hazarchishma (tiếng Ba Tư: پل طبیعی هزارچشمه) là một kiến trúc tự nhiên nằm ở miền trung Afghanistan, và là cầu tự nhiên lớn thứ 12 thế giới. Các nhịp cầu 64,2 m (211,0 ft) trên nền của nó, và độ cao của nó là 3.100 mét (10.000 foot) trên mực nước biển, làm cho nó một trong những cây cầu lớn tự nhiên cao nhất thế giới. Nó cũng nằm trong cấu trúc lớn nhất được biết vậy.
Cây cầu nằm ở dãy núi Hindu Kush và có cự ly khoảng 100 km về phía bắc của Band-e Amir,, một bộ sưu tập của sáu hồ sâu xanh ngăn cách bởi các đập nước tự nhiên làm bằng travertine, ở rìa phía bắc của tỉnh Bamiyan ở Afghanistan. Cầu tự nhiên Hazarchishma được phát hiện vào cuối năm 2010 bởi nhân viên của Hiệp hội bảo tồn động vật hoang dã. Nó cũng là một trong những vòm cao nhất tự nhiên trên thế giới. Các lớp đá tự nhiên cổ nhất của vòm đá có niên đại khoảng 200-145 triệu năm thuộc kỷ Jura, cầu tự nhiên được đặt tên theo làng Hazarchishma gần địa điểm phát hiện vòm đá.
Nó là nơi sinh sống của dê rừng và cừu hoang dã urial.